# Rajdowy Puchar Pokoju i Przyjaźni 1970
Rajdowy Puchar Pokoju i Przyjaźni 1970 kolejny sezon serii rajdowej Rajdowego Pucharu Pokoju i Przyjaźni (CoPaF) rozgrywanej w krajach socjalistycznych w roku 1970. Sezon ten składał się z pięciu rajdów i rozpoczął się 13 czerwca, a zakończył 24 października.

## Kalendarz[1]
| Runda | Data               | Nazwa rajdu          | Baza rajdu             | Nawierzchnia | Zwycięzca        | Wyniki |
| ----- | ------------------ | -------------------- | ---------------------- | ------------ | ---------------- | ------ |
| 1     | 13-14 czerwca      | 1. Rajd Złote Piaski |                        | Mieszana     | Yantcho Takov    | Wyniki |
| 2     | 16-19 lipca        | 30. Rajd Polski      | Kraków                 | Mieszana     | Sobiesław Zasada | Wyniki |
| 3     | 29-31 lipca        | 7. Rajd Dunaju       | Wiedeń-Braszów         | Asfalt       | ?                | Wyniki |
| 4     | 28-29 sierpnia     | 9. Rajd Cordatic     | Nyíregyháza, Budapeszt | Mieszana     | Attila Ferjáncz  | Wyniki |
| 5     | 22-24 października | 13. Rajd Wartburga   | Eisenach               | Mieszana     | Eberhard Asmus   | Wyniki |

1. ↑  Zwycięzcą klasyfikacji generalnej 1. Rajdu Złote Piaski był Niemiec Reiner Altenheimer, Yantcho Takov w klasyfikacji generalnej zajął drugie miejsce, a wygrał klasyfikację CoPaF
2. ↑  Zwycięzcą klasyfikacji generalnej 30. Rajdu Polski był Francuz Jean-Claude Andruet, Sobiesław Zasada w klasyfikacji generalnej zajął drugie miejsce, a wygrał klasyfikację CoPaF